# Alonso Carbonel
Alonso Carbonel (Madrid, 1583 – Madrid, 1660) è stato un architetto e scultore spagnolo, le cui opere hanno saldato la tradizione escurialense con il manierismo e con il primo sviluppo delle forme barocche.

## Biografia
Figlio di un manovale originario di Albacete, i documenti storici attestano la sua presenza, nel 1603, come apprendista presso lo scultore Antón de Morales.
Durante il 1611 iniziò i lavori nella cattedrale di Santa Maria Magdalena di Getafe, conclusi nel 1618.
I suoi successivi impegni furono la costruzione di un altare nella chiesa madrilena della Merced Calzada in occasione della santificazione di San Isidoro, a cui seguì la realizzazione dell'altar maggiore nel 1624 eseguita assieme ad Eugenio Caxés.
Dopo alcune collaborazioni con il suo vecchio maestro Antonio de Herrera Barnuevo, a cui era unito dai legami familiari, come il Toledano Santo Domingo el Antiguo (1619-1620), la chiesa del convento di la Merced de Madrid (1621-1634), il tumulo di Filippo III eretto nel tempio di Santo Domingo el Real (1621) di Madrid, nel 1627 ottenne la nomina di costruttore di corte che gli offrì l'occasione di progettare il palazzo di Santa Cruz a Madrid, attualmente adibito a fini ministeriali, e nel 1632 di dirigere la costruzione del palazzo del Buen Retiro, dove personalmente progettò il teatro, il romitaggio di San Antonio e il colonnato del cortile. Realizzò un edificio molto semplice, costituito di mattoni, con torri e guglie di ardesia, di gusto herreriano e impreziosito con decorazioni di affreschi e di arazzi all'interno.
In quegli anni Carbonel entrò in contatto con Giovanni Battista Crescenzi (1577-1635), che risultò importante per la sua carriera professionale, perché ricevette da lui influenze riguardanti il manierismo ed il primo barocco italiano. Il palazzo del Buen Retiro evidenziò queste tendenze architettoniche del Crescenzi e del Carbonel.
Nel 1634, partecipò e vinse il concorso per la nomina di aposentador de palacio, nel quale era iscritto anche Diego Velázquez.
Nel 1635 progettò il convento delle monache della Concepción Recoleta de Loeches, sponsorizzato dal conte duca di Olivare.
Due anni dopo diresse i lavori del Palacio de la Zarzuela, della Torre de la Parada, e del Monasterio de El Escorial.
Successivamente collaborò ai lavori per il Pantheon di El Escorial, la cui volta fu coperta di pietre semipreziose.
Sul finire della sua carriera, costruì il Municipio di Madrid.
L'opera di Carbonel appartenne all'ultimo periodo del tardo Rinascimento iberico, evidenziando forti influenze di Juan de Herrera.
Ha diretto un importante laboratorio dedicato al noleggio di pale d'altare, in cui collaborava suo fratello Ginés, pittore e doratore.
Carbonel si sposò una prima volta con Gregoria Girón, che morì precocemente nel 1616. Nello stesso anno si sposò, una seconda volta, con Ana de Seseña y Jibaja, una giovane donna nobile di Getafe. La coppia ebbe due figli: María (1617-1698) e José (1620-1665). Dopo la morte del fratello Ginés nel 1632, seguì ed educò i suoi quattro nipoti: uno di loro, Baltasar (1621-1692), divenne famoso come fra Tomás Carbonel, vescovo di Sigüenza e confessore di Carlo II.
Carbonel morì il 1º settembre 1660, a settantasette anni.